# Maddy Gough
Maddy Gough (n. 8 de junio de 1999) es una nadadora de estilo libre australiana.

## Biografía
Debutó en el Campeonato Mundial de Natación en Piscina Corta de 2018, aunque momentos antes de la salida de la prueba de los 800 m libre que iba a disputar, se retiró. Un año después disputó el Campeonato Mundial de Natación de 2019 en la prueba de 1500 m, clasificándose para disputar la final tras conseguir en la ronda preliminar el octavo mejor tiempo con 16:02.75.

## Marcas personales
| Estilo       | Tiempo   | Competición                |
| 1500 m libre | 15:59.40 | Campeonato Mundial de 2019 |